# Asperula aristata
Asperula aristata L.f. es una planta perenne de la familia de las rubiáceas.

## Descripción
Se trata de un complejo muy polimorfo, del que se han distinguido numerosas subespecies, de las cuales solo se ha citado para Aragón la subespecie scabra (J.Presl & C.Presl) Nyman. La subsp. oreophila (Briq.) Hayek, cuya distribución peninsular se concentra en el este de los Pirineos, podría llegar a entrar en los Pirineos aragoneses, aunque no se tienen referencias concretas.
Existen ejemplares que presentan caracteres intermedios entre Asperula cynanchica L. y Asperula pyrenaica L., por lo que a veces resulta difícil su determinación. Se caracteriza principalmente por el mayor tamaño de su corola (4-8 mm), con el tubo 2-5 veces más largo que los lóbulos.

## Distribución
Es nativa de la región Mediterránea-submediterránea. En Europa se distribuye por el sur, extendiéndose por el norte hasta el sudeste de Austria. En la península ibérica se encuentra por todo el territorio, aunque falta o escasea por el cuadrante sudoeste.

## Hábitat
Coloniza peñascos, gleras, rocas y laderas pedregosas, pie de cantiles, etc., en matorrales secos y pastizales vivaces de sus claros, en ambientes de encinar o quejigares secos, preferentemente en solanas.  Es una planta indiferente al sustrato, aunque  abunda más en suelos de naturaleza caliza, aunque aparece también sobre yesos, cuarcitas, pizarras, areniscas, etc.

## Taxonomía
Asperula aristata fue descrita por Carlos Linneo el Joven y publicado en Suppl. Pl. 120, en el año 1782.
Etimología
Asperula: nombre genérico que significa "un tanto áspero",o bien  "diminutivo de asper"
aristata: epíteto latíno que significa "con largas cerdas"
Subespecies aceptadas
- Asperula aristata subsp. aristata
- Asperula aristata subsp. condensata (Heldr. ex Boiss.) Ehrend. & Krendl
- Asperula aristata subsp. nestia (Rech.f.) Ehrend. & Krendl
- Asperula aristata subsp. oreophila (Briq.) Hayek
- Asperula aristata subsp. thessala (Boiss. & Heldr.) Hayek

Sinonimia
- Asperula aristata subsp. oreophila (Briq.) Hayek
- Asperula aristata subsp. umbellata (Reut.) Beck
- Asperula cynanchica subsp. aristata (L.f.) Bég.
- Asperula peristeriensis Halácsy ex Maire & Petitm.[4]
- Asperula cynanchica subsp. aristata (L.f.) Briq. & Cavill.[5]

subsp. aristata
- Asperula aristata var. canescens (Vis.) Nyman
- Asperula aristata subsp. longiflora (Waldst. & Kit.) Hayek
- Asperula aristata var. macrorrhiza (Hoffmanns. & Link) Nyman
- Asperula aristata var. pubescens (Boiss.) Ortega Oliv. & Devesa
- Asperula aristata subsp. scabra (Lange) Nyman
- Asperula aristata var. scabra Lange
- Asperula breviflora Batt.
- Asperula canescens Vis.
- Asperula commutata C.Presl
- Asperula digyna Dufour
- Asperula exaristata Lacaita
- Asperula flaccida Ten.
- Asperula longiflora Waldst. & Kit.
- Asperula longiflora var. commutata (C.Presl) Nyman
- Asperula longiflora subsp. flaccida (Ten.) Nyman
- Asperula longiflora var. ramosior Boiss.
- Asperula macrorrhiza Hoffmanns. & Link
- Asperula papillosa Lange
- Asperula scabra C.Presl
- Asperula scabra var. pubescens Boiss.
- Asperula suaveolens Schrad. ex DC.
- Asperula sublongiflora Borbás
- Galium aristulatum F.Herm.

subsp. condensata (Heldr. ex Boiss.) Ehrend. & Krendl
- Asperula longiflora var. condensata Heldr. ex Boiss.'
- Asperula longiflora var. leiantha A.Kern. ex Wettst.

subsp. nestia (Rech.f.) Ehrend. & Krendl
- Asperula nestia Rech.f.

subsp. oreophila (Briq.) Hayek
- Asperula cynanchica var. oreophila Briq.
- Asperula umbellulata Reut.

subsp. thessala (Boiss. & Heldr.) Hayek
- Asperula longiflora var. thessala (Boiss. & Heldr.) Nyman
- Asperula pesteriensis Halácsy ex Maire & Petitm.
- Asperula thessala Boiss. & Heldr.

## Nombres comunes
- Castellano: asperilla. Altoaragonés: asperilla, yerbeta filosa. Aragonés: aspérula, yerba tosquera.[4]